# LTV XC-142
El LTV XC-142 fue un avión experimental diseñado y construido por el fabricante aeronáutico estadounidense Ling-Temco-Vought, que sirvió como base de desarrollo de una aeronave de alas basculantes para su posible uso como avión de transporte de despegue y aterrizaje vertical. El primero de los prototipos realizó su primer vuelo el 29 de septiembre de 1964, completando su primer vuelo de transición de vuelo vertical a horizontal el 11 de enero de 1965.

## Desarrollo
En el año 1959, la Armada, el Ejército y la Fuerza Aérea de los Estados Unidos comenzaron a trabajar conjuntamente para desarrollar un prototipo de avión de transporte de despegue y aterrizaje verticales, con el fin de aumentar la capacidad de transporte de las distintas ramas de las fuerzas armadas. En concreto, se centraron en el desarrollo de una aeronave de mayor velocidad y autonomía que los helicópteros existentes, con el fin de apoyar las operaciones de largo alcance, o en el caso del Cuerpo de Marines de los Estados Unidos, poder realizar despliegues desde alta mar. El 27 de enero de 1961, el Departamento de Defensa acordó con las tres ramas llevar adelante un proyecto liderado por la Armada, conocido bajo el nombre de Tri-Service Assault Transport Program.
El diseño original se realizó pensando en el reemplazo de los Sikorsky HR2S, y que tuviese la capacidad de transportar una carga de 10 000 lb (4500 kg) de peso. El equipo de desarrollo publicó posteriormente una especificación técnica revisada que mantenía la misma capacidad de carga, pero aumentaba el radio operativo hasta las 250 millas náuticas (400 km), a la vez que incrementaba la velocidad de crucero hasta los 250-300 nudos (460-560 km/h), y la velocidad máxima hasta los 300-400 nudos (560-740 km/h).
La compañía Vought respondió con una propuesta que combinaba la ingeniería desarrollada en sus propios diseños junto con la de las compañías Ryan y Hiller, que disponían de una mayor experiencia en el desarrollo de helicópteros. Su propuesta fue la vencedora del concurso, firmándose a principios del año 1962 el contrato de desarrollo para un total de 5 prototipos, estando previsto que el primero de ellos estuviese volando en julio de 1964. El diseño se conoció originalmente como Vought/Ryan/Hiller XC-142, aunque cuando Vought pasó a formar parte del conglomerado Ling-Temco-Vought se abandonó dicha denominación.

## Especificaciones (XC-142)
Referencia datos: Jane's All The World's Aircraft 1965–66

### Características generales
- Tripulación: 2-3 (dos pilotos y un especialista de carga)
- Capacidad: 32 soldados equipados o 24 camillas y cuatro asistentes
- Carga: 3336 kg
- Longitud: 17,7 m (58,1 ft)
- Envergadura: 20,6 m (67,6 ft)
- Altura: 8 m (26,1 ft)
- Superficie alar: 49,7 m² (534,7 ft²)
- Peso vacío: 10 270 kg (22 635,1 lb)
- Peso máximo al despegue: 20 227 kg (STOL)
- Planta motriz: 4× turboeje General Electric T64-GE-1.
  - Potencia: 2126 kW (2931 HP; 2891 CV) cada uno.

### Rendimiento
- Velocidad máxima operativa (Vno): 694 km/h (431 MPH; 375 kt) a 6100 m (20 000 pies)
- Velocidad crucero (Vc): 463 km/h (288 MPH; 250 kt) a nivel del mar
- Alcance: 757 km (409 nmi; 470 mi)
- Alcance en ferry: 6100 m (20 013 ft)
- Techo de vuelo: 7620 m (25 000 ft)
- Régimen de ascenso: 34,5 m/s (6791 ft/min)

## Aeronaves relacionadas

### Desarrollos relacionados
- Bell-Boeing V-22 Osprey

### Aeronaves similares
- Canadair CL-84
- Hiller X-18
- Vertol VZ-2
- Kaman K-16B

### Secuencias de designación
- Secuencia C-_ (Aviones de Carga del USAAC/USAAF/USAF, 1924-1962): ← C-137 - C-140 - C-141 - C-142